# Laura Stoeri
Laura Stoeri (geb. 30. Juli 1996) ist eine Schweizer Schachspielerin und trägt den FIDE-Titel einer FIDE-Meisterin der Damen (WFM).

## Karriere
Stoeri gewann im Jahr 2016 in Flims die Schweizer Einzelmeisterschaft der Damen. Stoeri wurde in der Jugend unter anderem vom Schachgrossmeister Artur Jussupow trainiert.
2012, 2014 und 2016 nahm sie mit dem Schweizer Damen-Team an den Schacholympiaden teil. Sie erzielte dabei aus 26 Partien 15,5 Punkte.
In der Schweizer Nationallige A spielte sie für den Club d’Echecs de Genève und für den Club d'échecs de Neuchâtel. Sie ist Mitglied des Club d'échecs de Payerne, mit dem sie unter anderem in der Saison 2019/20 in der Schweizer Bundesliga spielte. In der französischen Top 12, der höchsten französischen Liga, spielte sie für den Club de L’Echiquier Chalonnais, in der britischen Four Nations Chess League für Cheddleton.
Ihr zwei Jahre älterer Bruder Simon trägt den Titel FIDE-Meister (FM).